# Fear the Boom and Bust
Fear the Boom and Bust é um videoclipe de hip hop de 2010, no qual os economistas do século XX, John Maynard Keynes e Friedrich von Hayek (interpretados por Billy Scafuri e Adam Lustick, respectivamente) participam de uma batalha de rap que discute a economia, mais especificamente o ciclo econômico de boom and bust, que dá nome ao vídeo. O vídeo tem mais de cinco milhões de visualizações no YouTube.

## Visão geral

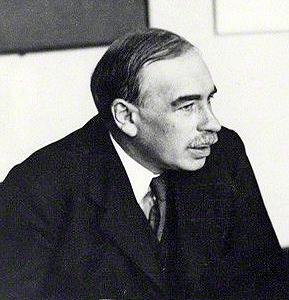
John Maynard Keynes

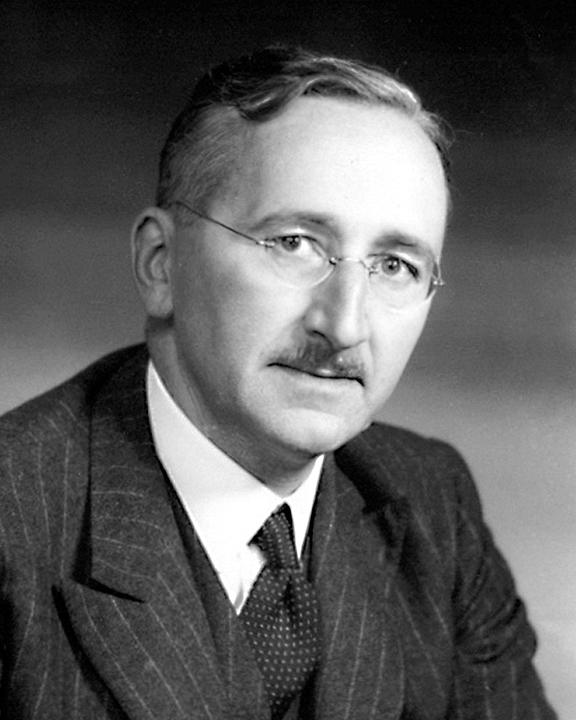
Friedrich von Hayek

O video foi criado pelo ex-diretor criativo da Spike TV e co-fundador da empresa produtora Emergent Order, John Papola e pelo economista Russ Roberts do Mercatus Center da Universidade George Mason. Billy Scafuri e Adam Lustick, que são comediantes de Harvard Sailing Team e de Upright Citizens Brigade, interpretam Keynes e Hayek, respectivamente.

## Sequência
Em abril de 2011, uma continuação deste vídeo chamada de Fight of the Century: Keynes vs. Hayek Round Two foi lançado. Este vídeo examina as respostas dos dois economistas à Grande Recessão . A questão central no vídeo é se uma economia bem sucedida resulta de uma abordagem "mais de baixo para cima" (ou seja, livre mercado) ou "mais de cima para baixo" (isto é, intervenção econômica).